# (32596) 2001 QS154
2001 QS154 (asteroide 32596) é um asteroide da cintura principal. Possui uma excentricidade de 0.13663150 e uma inclinação de 6.21056º.
Este asteroide foi descoberto no dia 29 de agosto de 2001 por Klet em Kleť.